# Penampaan (Deleng Pokhkisen)
Penampaan is een bestuurslaag in het regentschap Aceh Tenggara van de provincie Atjeh, Indonesië. Penampaan telt 572 inwoners (volkstelling 2010).